# Dennis Waterman
Dennis Waterman, född 24 februari 1948 i Clapham, London, död 8 maj 2022 i Madrid, Spanien var en brittisk skådespelare.

## Rollista i urval
- 1962 – Massor av bovar
- 1969 – Oh, vilket makalöst krig
- 1970 – Draculas märke
- 1971 – Mannen i vildmarken
- 1972 – Alice i Underlandet
- 1975–1978 – The Sweeney (TV-serie)
- 1979–1989 – Minder (TV-serie)
- 1986 – En hondjävuls liv och lustar (TV-serie)
- 1996 – Bröllopsbesvär
- 2003–2015 – Gamla snutar, nya spår (TV-serie)